# Berufsverband der Deutschen Kieferorthopäden
Der Berufsverband der Deutschen Kieferorthopäden (BDK) wurde 1967 gegründet und vertritt die beruflichen, wirtschaftlichen und berufspolitischen Interessen seiner Mitglieder.

## Aufgaben
Satzungsmäßige Aufgaben des BDK sind
- die Vertretung der Interessen der Kieferorthopäden gegenüber den Körperschaften, dem Spitzenverband Bund der Krankenkassen, Behörden und privaten Krankenversicherern sowie anderen staatlichen und privaten Stellen, Organisationen und Personen
- die Vorbereitung und der Abschluss von Verträgen mit Rechtswirkung für seine Mitglieder und die Vorbereitung und der Abschluss von Rahmenverträgen, denen die Mitglieder beitreten können,
- die Darstellung der Kieferorthopädie in der Öffentlichkeit,[2]
- die Bekämpfung unlauterer Wettbewerbshandlungen auf dem Gebiet der Kieferorthopädie.
- Der BDK nimmt regelmäßig zu Gesetzesvorhaben Stellung.[3][4]
- Der BDK unterstützte verschiedene Musterverfahren, um Rechtsfragen im Zusammenhang mit der Kieferorthopädie zu klären, z. B.
  - zum Verhältnis des „Fachzahnarztes für Kieferorthopädie“ und des „Master of Science Kieferorthopädie“[5]
  - zum Verhältnis des „Fachzahnarztes für Kieferorthopädie“ und Fortbildungszertifikaten[6]
  - zu vertragsarztrechtlichen Fragen (Neufassung des BEMA-Z, Degression gem. § 85 Abs. 4b SGB V)
  - zu vergütungsrechtlichen Fragen

## Kooperationen
Der BDK ist eng mit dem German Board of Orthodontics and Orofacial Orthopedics (GBO), der Initiative Kiefergesundheit (IKG) und der Kieferorthopädie Treuhand verbunden. Mit den wissenschaftlichen Fachgesellschaften auf dem Gebiet der Kieferorthopädie (Deutsche Gesellschaft für Kieferorthopädie, Deutsche Gesellschaft für Alignerorthodontie, Deutsche Gesellschaft für Linguale Orthodontie etc.) besteht ein regelmäßiger fachlicher Austausch.

## Mitglieder
Als ordentliches Mitglied des BDK können Fachzahnärzte für Kieferorthopädie, dem Verband beitreten, die in Deutschland wohnen und arbeiten und auf dem Fachgebiet der Kieferorthopädie in freier Praxis oder als Hochschullehrer, Angestellter oder Beamter tätig sind oder waren. Außerordentliches Mitglied kann werden, wer sich als Zahnarzt in der Weiterbildung zum Kieferorthopäden befindet.

## Organe
Organe des BDK sind die Mitgliederversammlung, die Landesverbände, der Bundes- und der Gesamtvorstand.

### Mitgliederversammlung
Die Mitgliederversammlung ist das höchste Organ des BDK. Sie tritt in der Regel einmal pro Jahr im Rahmen der Jahrestagung der Deutschen Gesellschaft für Kieferorthopädie zusammen.

### Landesverbände
Die Mitglieder im Bereich einer Landeszahnärztekammer bilden einen Landesverband. Derzeit bestehen Landesverbände in 15 Bundesländern, außer in Sachsen.

### Gesamtvorstand
Der Gesamtvorstand besteht aus den Mitgliedern des Bundesvorstandes und aus den Vorsitzenden der Landesverbände. Die Landesvorsitzenden erstatten auf den Sitzungen des Gesamtvorstandes Bericht. Der Gesamtvorstand ist vor wichtigen berufs- und verbandspolitischen Entscheidungen einzuberufen, mindestens aber zweimal im Jahr.

### Bundesvorstand
Der Bundesvorstand besteht aus dem 1. und dem 2. Bundesvorsitzenden sowie 5 Beisitzern. Der Bundesvorstand wird durch die Mitgliederversammlung für 3 Jahre gewählt.

## Publikationen
- Seit dem Jahr 2011 gibt der BDK das Mitgliedermagazin BDK.Info heraus. Das Magazin erscheint 4-mal im Jahr, hat eine Auflage von 3.100 Stück und informiert die Mitglieder über aktuelle Themen, politische Entwicklungen, die verschiedenen Landesverbände, Fortbildungen und vieles mehr.
- Im Jahr 2020 startete der BDK eine Informationskampagne unter dem Titel „Ihre Kieferorthopäden – Wir machen mehr als ein schönes Lächeln“[9]